# Ryuji Michiki
Ryuji Michiki (Nagasaki, 25. kolovoza 1973.) japanski je nogometaš.

## Klupska karijera
Igrao je za Sanfrecce Hiroshima, Yokohama F. Marinos, Urawa Reds, Vissel Kobe i Oita Trinita.

## Reprezentativna karijera
Za japansku reprezentaciju igrao je od 1996. do 1997. godine. Odigrao je 4 utakmice.
S japanskom reprezentacijom Ryuji Michiki je igrao na Azijskom kupu 1996.

## Statistika
| Japan  | Japan | Japan |
| Godina | Nast. | Gol.  |
| ------ | ----- | ----- |
| 1996.  | 1     | 0     |
| 1997.  | 3     | 0     |
| Ukupno | 4     | 0     |

## Vanjske poveznice
- National Football Teams
- Japan National Football Team Database